# Jamie-Lynn Sigler
Pour les articles homonymes, voir Sigler.
Jamie-Lynn Sigler est une actrice et chanteuse américaine née le 15 mai 1981 dans le Queens, état de New York.

## Biographie
Jamie-Lynn Sigler est née le 15 mai 1981 dans le Queens, état de New York.
Son père, Steve Sigler, est le fils d'immigrants grecs et roumains juifs séfarades et sa mère, Connie Sigler, est cubaine de naissance et convertie au judaïsme.

### Vie privée
Elle annonce début 2016, être atteinte de sclérose en plaques depuis 15 ans.
De juillet 2003 à 2005, elle a été mariée à l'homme d'affaires américain Aj Discala qu'elle fréquentait depuis 2000.
En 2009, elle fréquente brièvement l'acteur américain Jerry Ferrara, auquel elle donne la réplique pour la série Entourage.
Le 28 janvier 2013, elle et le joueur de baseball américain Cutter Dykstra annoncent leurs fiançailles après trois ans de vie commune. En février 2013, ils annoncent attendre leur premier enfant. Le 28 août 2013, elle a donné naissance à leur premier enfant, Beau Kyle Dykstra.
Le 16 janvier 2016, ils se sont mariés en Californie à Palm Springs. En juillet 2017, elle annonce attendre leur deuxième enfant. Le 15 janvier 2018, elle a accouché de son second fils, Jack Adam Dykstra.

## Carrière
Elle est surtout connue pour son rôle de Meadow Soprano, la fille du parrain Tony Soprano dans la série Les Soprano de 1999 à 2007.
En 2002, elle joue le rôle principal dans le clip Through the Rain de Mariah Carey.
Entre 2008 et 2009, elle apparaît dans la série Entourage en jouant son propre rôle.
En 2011, elle retrouve Lorraine Bracco dans le film, The Last Days de Yaniv Raz.

## Filmographie

### Cinéma

#### Longs métrages
- 1998 : A Brooklyn State of Mind (en) de Franck Rainone : Angie jeune
- 2001 : Campfire Stories de Bob Cea, Andrzej Krakowski et Jeff Mazzola : Natalie
- 2003 : Death of a Dynasty de Damon Dash : Une fille
- 2005 : Extreme Dating de Lorena David : Amy Baker
- 2006 : Homie Spumoni de Mike Cerrone : Alli Butterman
- 2006 : Dark Ride de Craig Singer : Cathy
- 2007 : L'amour à la dérive (Love Wrecked) de Randal Kleiser : Alexis Manetti
- 2007 : New York City Serenade de Frank Whaley : Lynn
- 2010 : Wake (Beneath the Dark) de Chad Feehan : Adrienne
- 2011 : The Last Days (Son of Morning) de Yaniv Raz : Jamie Johnson
- 2012 : Jewtopia de Bryan Fogel : Hannah Daniels
- 2012 : Divorce Invitation de S.V. Krishna Reddy : Dylan
- 2012 : I Do de Glenn Gaylord : Ali Federman
- 2015 : Anatomy of the Tide de Joel Strunk : Gina Harper
- 2016 : Loserville de Lovell Holder : Coach Aileen Russo
- 2017 : Justice de Richard Gabai : Melissa Green
- 2017 : Gangster Land de Timothy Woodward Jr. : Lulu Rolfe
- 2019 : Mob Town de Danny A. Abeckaser : Josephine Barbara
- 2019 : Adventure Force 5 de Michael Younesi : Mia
- 2022 : The Virgin of Highland Park de Sonia Sebastián : Mme Chapman

#### Courts métrages
- 2006 : Blinders de Sven Kamm : Alexa
- 2010 : Trophy Wife de Voula Wolf Duval : Christina
- 2022 : The Dinner Party de Jenna Ushkowitz : Sage
- 2022 : I'm on Fire de Michael Spiccia : Gina

### Télévision

#### Séries télévisées
- 1999 - 2007 : Les Soprano (The Sopranos) : Meadow Soprano
- 2004 : Will et Grace : Ro
- 2005 - 2007 : Les Héros d'Higglyville (Higglytown Heroes) : Mlle Fern (voix)
- 2007 : Maléfiques (The Gathering) : Maggy Rule
- 2008 : How I Met Your Mother : Jillian
- 2008 - 2009 : Entourage : Elle-même
- 2009 : Ugly Betty : Natalie
- 2010 : Backwash : Prudence
- 2011 : Drop Dead Diva : Tina Howard
- 2012 : C'est moi le chef ! (Last Man Standing) : Gabriella
- 2012 - 2013 : Guys with Kids : Emily
- 2014 : Dads : Elsa
- 2016 : Les Experts : Cyber (CSI: Cyber) : Sasha Boyd
- 2016 : Baby Daddy : Sara Gilcrest
- 2018 : Magnum (Magnum P.I.) : Toni
- 2019 - 2020 : Elena d'Avalor (Elena of Avalor) : Princesse Rebeca (voix)
- 2020 : Beef House : Détective Megan Dungerson
- 2021 - 2023 : Big Sky : Tonya Walsh

#### Téléfilms
- 2004 : La call girl d'Hollywood (Call Me: The Rise and Fall of Heidi Fleiss) de Charles McDougall : Heidi Fleiss
- 2015 : Le message de Noël (The Christmas Note) de Terry Ingram : Gretchen Daniels
- 2017 : Ma fille, accusée de meurtre (Mommy, I Didn't Do It) de Richard Gabai : Vera Dutton
- 2018 : Vous avez un message : En route vers le mariage (Signed, Sealed, Delivered: The Road Less Traveled) de Kevin Fair : Rachel
- 2020 : Jalousie entre voisines (The Neighbor in the Window) de Menhaj Huda : Karen Morgan

## Clips
- 2002 : Mariah Carey - Through the rain : La mère de Mariah Carey
- 2009 : The Lonely Island - Jizz In My Pants : La caissière du super-marché

## Discographie
- 2001 : Here to Heaven